# Träsländagölen
Träsländagölen är en sjö i Nässjö kommun i Småland och ingår i Emåns huvudavrinningsområde. Sjön har en area på 0,0359 kvadratkilometer och ligger 292 meter över havet. Sjön avvattnas av vattendraget Emån.

## Delavrinningsområde
Träsländagölen ingår i det delavrinningsområde (639538-143530) som SMHI kallar för Ovan 639385-143515. Medelhöjden är 298 meter över havet och ytan är 3,18 kvadratkilometer. Det finns inga delavrinningsområden uppströms utan avrinningsområdet är högsta punkten. Delavrinningsområdets utflöde Emån mynnar i havet. Delavrinningsområdet består mestadels av skog (64 %), öppen mark (15 %) och jordbruk (14 %). Avrinningsområdet har 0,04 kvadratkilometer vattenytor vilket ger det en sjöprocent på 0,2 %. Bebyggelsen i området täcker en yta av 1,01 kvadratkilometer eller 6 % av avrinningsområdet.